# Paspuzzel

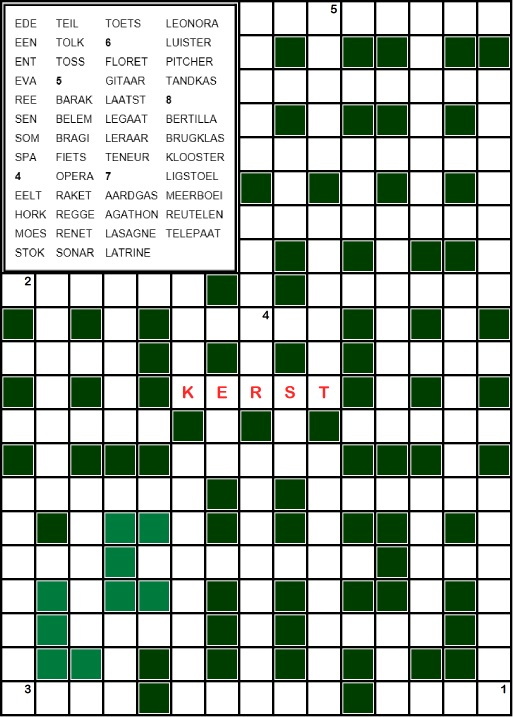
Voorbeeld van een Paspuzzel

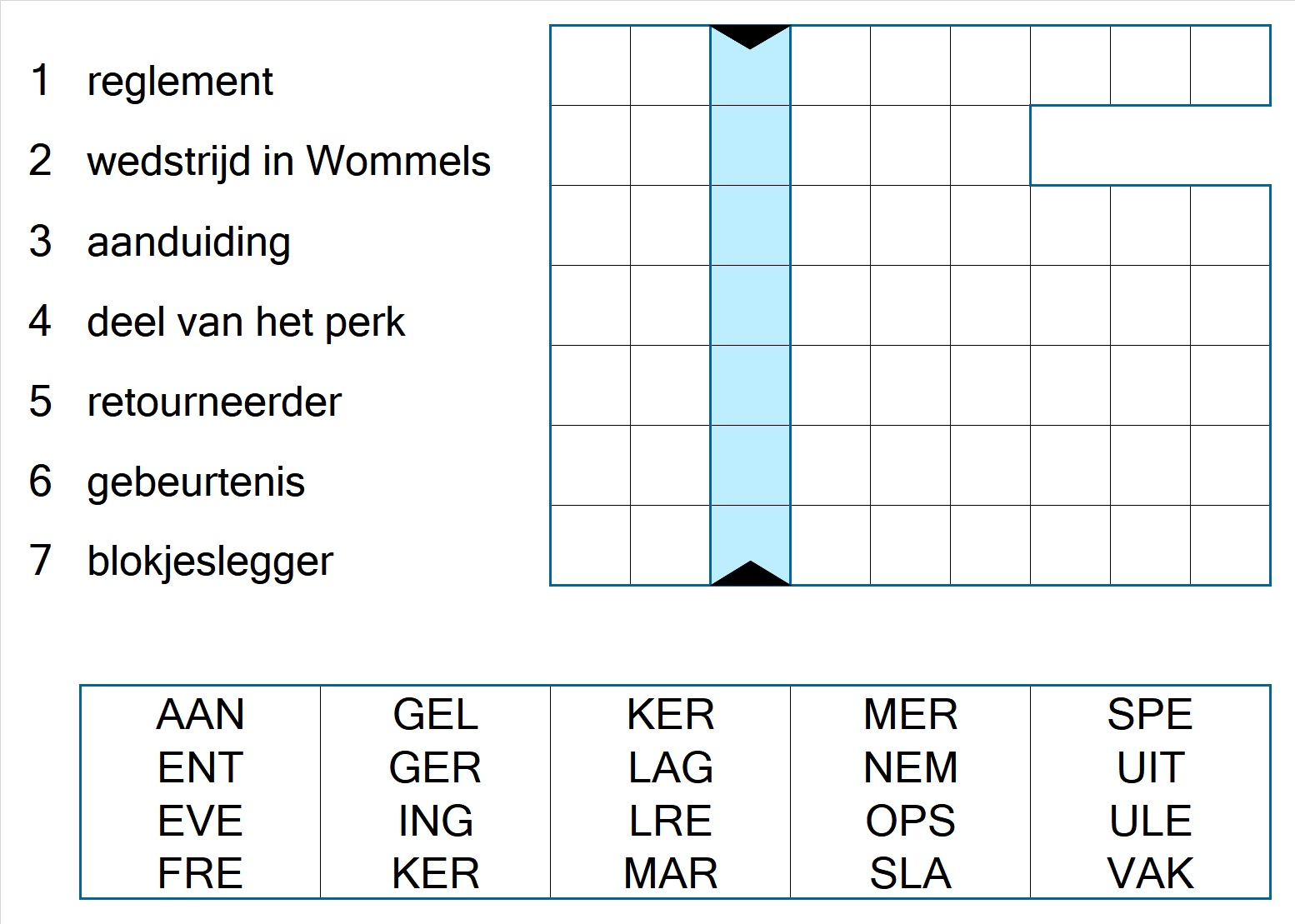
Paspuzzel over kaatsen

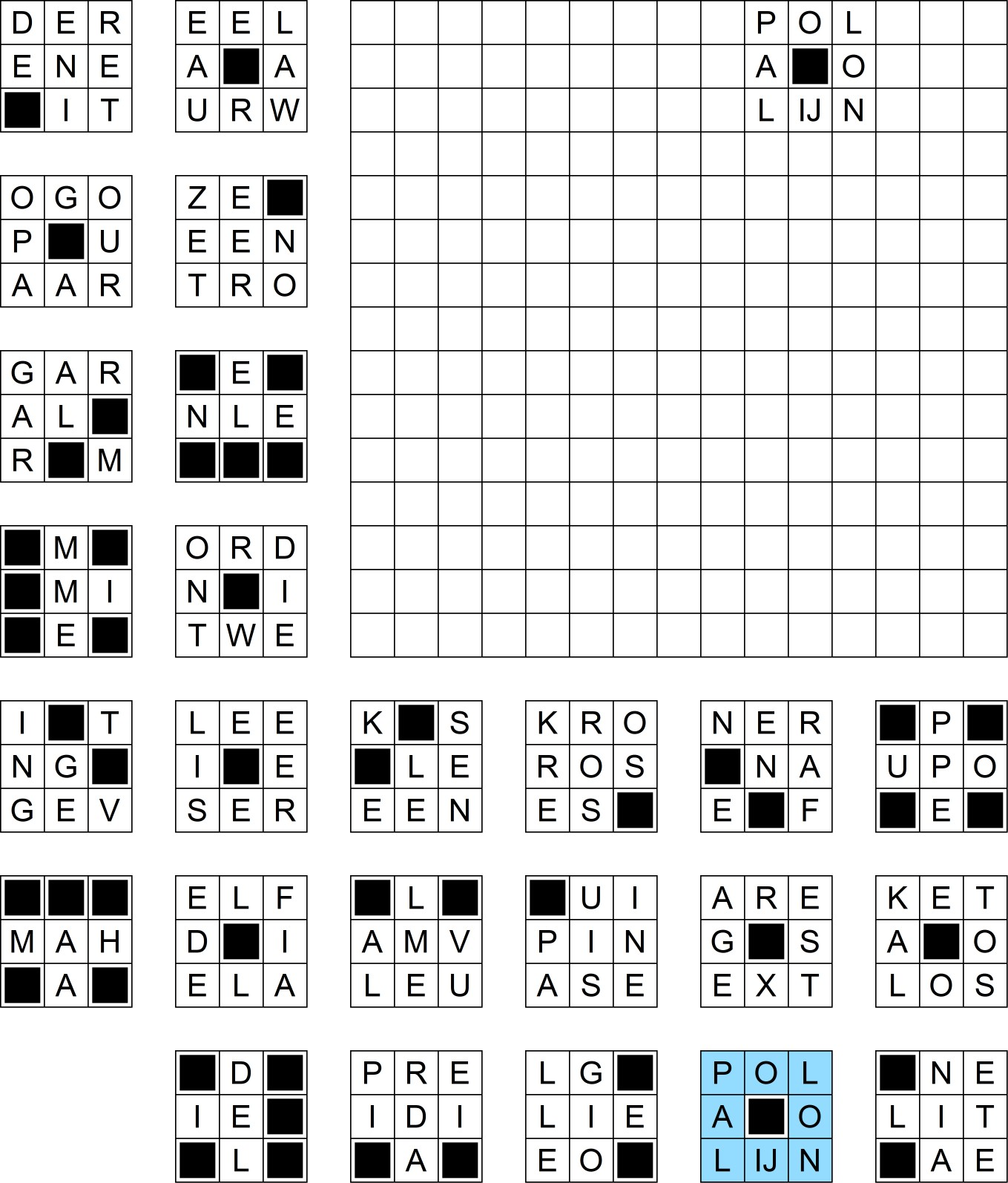
blokpuzzel

Een paspuzzel, ook wel woordlegpuzzel of woordlegger genoemd, is een kruising tussen een kruiswoordraadsel en legpuzzel. Paspuzzels bestaan uit een diagram en een woordenlijst. Bij deze puzzelsoort worden woorden gegeven in plaats van aanwijzingen. Paspuzzels verschijnen in puzzelbladen, evenals woordzoekers, cryptogrammen en andere logische puzzels. Doordat paspuzzels geen inhoudelijke kennis van specifieke onderwerpen vereist, kan de puzzel in een andere taal worden opgelost.

## Oplossen
De puzzelaar krijgt een diagram en een woordenlijst die is gerangschikt op aantal letters. Om de puzzel correct op te lossen, moet de  oplossing worden gevonden waarbij alle beschikbare woorden in het diagram passen. De gegeven woorden staan gerangschikt naar het aantal letters en op alfabet. Vaak staat één woord al ingevuld als steun om aan de puzzel te beginnen of men begint met de langste woorden, omdat daarvan vaak de minste zijn. De puzzelvakjes bevatten geen nummer en er wordt meestal niet aangegeven of woorden horizontaal dan wel verticaal moeten worden ingevuld.
Het oplossen van paspuzzels komt meestal neer op het zoeken naar woorden van een bepaalde lengte met letters op specifieke plaatsen. Een vooraf ingevuld woord kan daarbij als uitgangspunt worden gebruikt. Door trial-and-error kan het best met twee of drie woorden worden begonnen die op een bepaalde plek zouden kunnen passen; tijdelijk een van de woorden invullen en kijken of een onmogelijke lettercombinatie het resultaat is. In dat geval dient een ander woord op die plek in het diagram te komen. Kleinere woorden passen weliswaar gemakkelijker in het diagram, maar langere woorden geven meer aanwijzingen voor het verbinden van woorden.

## Varianten
Van deze puzzelsoort bestaan verschillende moeilijkheidsniveaus.
Een meer complexe variant van de woordenlegger is de "diagramloze" paspuzzel. Bij moeilijker puzzels begint de puzzelaar zonder hulpwoorden met een leeg diagram. Bij een andere variant worden er helemaal geen woorden vermeld, maar moeten woorden worden gekozen uit een bekende groep woorden, bijvoorbeeld uit vijftig woorden rondom het thema ‘Voormalige televisieprogramma’s’.
Een variant is de getallenlegger. Hierbij moeten getallen worden ingevuld in plaats van woorden. In deze puzzel kunnen de vermeldingen worden weergegeven als het getal, maar ook als een wiskundige opgave of zelfs een belangrijk jaar.
Een andere variant is de blokpuzzel of blokpaspuzzel. Hierbij is een ingevulde kruiswoordpuzzel ‘geknipt’ in blokjes van negen vakjes (3 bij 3). Elk blokje moet op de juiste plaats in het diagram worden ‘gelegd’. Vaak zijn vooraf enkele letters en zwarte vakjes gegeven of zijn enkele blokjes al op hun plaats 'gelegd'. Daarnaast is het diagram met dikke zwarte lijnen verdeeld in vierkanten, zodat goed te zien is waar de blokjes dienen te worden ingevuld. Bij een moeilijkere variant hiervan zijn de blokjes onregelmatig en moet men zelf zien uit te vinden waar deze moeten worden ingevuld in het diagram.
Nog een andere variant is Wie-van-de-drie. Bij deze puzzel worden steeds drie woorden gegeven, waarvan er maar één in het diagram dient te worden ingevuld. Welk woord moet worden ingevuld moet men zelf zien uit te vinden. Deze puzzels zijn vaak te vinden in het prijspuzzelblad "Win!!"(voorheen "Bingo") dat wordt uitgegeven door Denksport.

Aanvulpuzzel
· anagrampuzzel
· citaatpuzzel
· cryptogram
· doorloper
· droedel
· filippine
· hartbrekerpuzzel
· kruiswoordpuzzel
· paardensprong
· paspuzzel
· pentagrampuzzel
· petpuzzel
· rebus
· scrabble
· slashpuzzel
· spiraalpuzzel
· taartpuzzel
· weefpuzzel
· woordritsen
· woordladder
· woordvlechten
· woordworm
· woordzoeker
· wordfeud
· wordle
· wurdian
· Zweedse puzzel